# Domaine de Moriyama
Le domaine de Moriyama (守山藩, Moriyama-han) est un  domaine japonais de l'époque d'Edo, situé dans la province de Mutsu. Il est créé par une branche du clan Tokugawa de Mito. C'est un domaine relativement petit, avec un revenu estimé à 20 000 koku. Il est renommé « Matsukawa » après 1868 et dissous en 1871. À Yoriyuki Matsudaira, le dernier daimyo, succède Nobunori Matsudaira, l'ancien seigneur adopté d'Aizu qui a coupé ses liens familiaux avec Katamori Matsudaira.

## Liste des daimyos
- Clan Matsudaira (Mito) 1661-1871 (shinpan ; 20 000 koku)

|   | Nom                                                            | Dates     |
| - | -------------------------------------------------------------- | --------- |
| 1 | Matsudaira Yorimoto (松平頼元)                                 | 1661-1693 |
| 2 | Matsudaira Yorisada (松平頼貞)                                 | 1693-1744 |
| 3 | Matsudaira Yorihiro (松平頼寛)                                 | 1738-1763 |
| 4 | Matsudaira Yoriakira (松平頼亮)                                | 1763-1801 |
| 5 | Matsudaira Yoriyoshi (松平頼慎)                                | 1801-1830 |
| 6 | Matsudaira Yoshinobu (松平頼誠)                                | 1830-1862 |
| 7 | Matsudaira Yorinori (Moriyama) (松平頼升, Matsudaira Yorinori) | 1862-1869 |
| 8 | Matsudaira Yoriyuki (松平頼之)                                 | 1869-1871 |

## Source de la traduction
- (en) Cet article est partiellement ou en totalité issu de l’article de Wikipédia en anglais intitulé « Moriyama Domain » (voir la liste des auteurs).